# Anne-Marie Bernay
Pour les articles homonymes, voir Bernay.

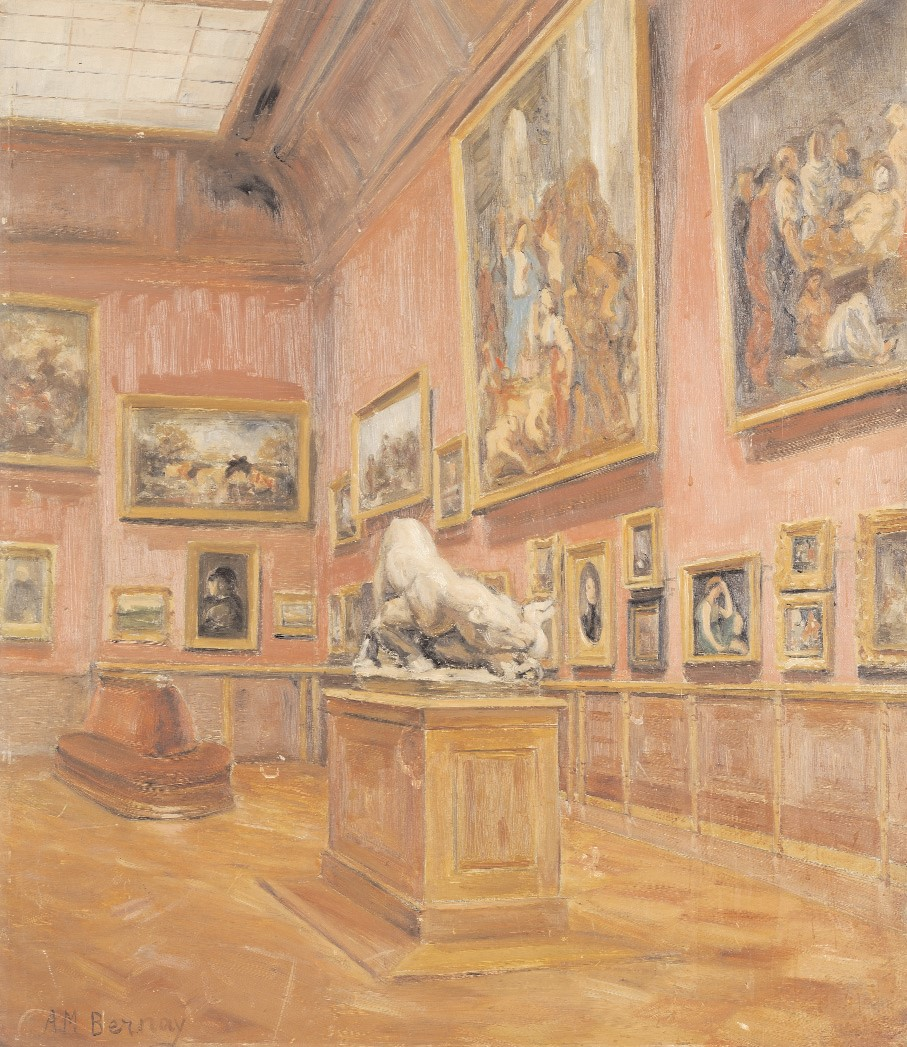
Les maîtres français, Musée de Lyon, 1925

Anne-Marie Bernay, née à Lyon 3e le 3 juin 1889, où elle est morte le 4 mars 1935, est une peintre française.

## Biographie
Élève des Beaux-Arts de Lyon, elle expose dès 1916 à Lyon des intérieurs, des figures, etc. En 1929, elle expose à la Société nationale des beaux-arts, au Salon des indépendants et au Salon des artistes français où sont remarqués sa toile La Bourse de Lyon et ses dessins Études du Palais St-Pierre et Quai St-Antoine à Lyon. 